# Topomyia malaysiensis
Topomyia malaysiensis är en tvåvingeart som beskrevs av Ramalingam och Banu 1987. Topomyia malaysiensis ingår i släktet Topomyia och familjen stickmyggor. Inga underarter finns listade i Catalogue of Life.